# 小原乃梨子
小原乃梨子（日语：／ Ohara Noriko，1935年10月2日—2024年7月12日），日本女性配音員、演員、旁白、朗讀家。丈夫戶部信一是演出家。兒子戶部敦夫是動畫師。出身於東京府東京市豐島區池袋（現東京都豐島區池袋）。81 Produce最終所屬。身高162cm。O型血。

## 生平

### 成長時期
小原乃梨子作為律師小原榮次（鹿兒島縣士族）的第二個女兒出生。她的父親出生於明治時代，衣著高領，喜歡外國東西，穿西裝，睡床上，身上噴灑古龍水。另外，她的父親喜歡表演藝術，喜歡唱端和小，也喜歡看歌舞雜耍表演，除了六法全書之外，還擁有一套完整的落語全集。她的父親帶她去了柳橋，在那裡她接觸了各種表演藝術。在姊妹三人中，父親是個非常時尚的人，讓姊姊學花柳流，小原學藤間流，妹妹學東流，而且很喜歡看她們三人一起跳舞，一起唱歌。父親在戰爭期間擔任家長會主席。母親是天主教徒和虔誠的基督徒。每個星期天全家都去教堂，小原從來不會缺席禮拜。中學3年級或高中1年級的時候，她去主日學校，在聖誕耶穌誕生劇中為孩子們演奏風琴，為青年組成員演奏托爾斯泰的《人依靠什麼而活》。感覺就像她從父親那裡繼承了日本文化，從母親那裡繼承了西方文化。
她有一個哥哥、一個姊姊、一個妹妹。父親有一個「想買多少書就買多少書」的政策，甚至還讓她看哥哥姊姊買的書，像是《少年俱樂部》。
小學時期，她是一個有腺病體質非常虛弱的少女。她有13次住院的記錄，由於她在沒有電視的病房裡看書，對故事產生了熱愛，不僅想讀故事，更想自己寫故事。每次住院，父親都會拿到很多書抱著，母親也會拿到很多書給她聽。
戰爭期間，小學3年級的她與讀6年級的姊姊從東京來到長野縣上高井郡須町（現長野縣須市），即使她成為集體疏散到長野縣中年紀最小的，但由於對食物有強烈的偏好，半年後她被送回了父母身邊。又遭逢埼玉縣所澤市戰敗，親屬被疏散。

### 職業生涯
小學5年級時，鄰居的一位朋友邀請她加入兒童合唱團「彩虹之橋」。儘管父親極力反對，但熱愛表演藝術的母親卻瞞著丈夫讓她參加。作為童星出現在舞台和NHK兒童節目上。其中包括小她3歲多的池田昌子。她到新橋上班，在那裡聽到的歌曲《美夢成真》成為了她一生的主題曲。
小原乃梨子本身喜歡閱讀和寫散文，所以當時就想成為一名作家，並且很欣賞村岡花子這樣的少女小說家。中學時期喜歡的露意莎·梅·奧爾柯特的《小婦人》被拍成了電影，母親帶她去看飾演喬的瓊·愛麗遜，她說「女演員太棒了！我想成為一名演員」並以此為目標。後來，她在日語配音版的電影《小婦人》飾演喬一角。那時她很高興，心想「我很高興我成為了一名演員」。
小學畢業後，小原乃梨子進入跡見學園中學校、高等學校學習，暫停了演藝活動，但在高中時期就熱衷於話劇社的活動。她在高3時參與的戲劇獲得了高中戲劇比賽的獎項。當時她和朋友們手牽手哭了。小原的高中是第一個進入學生戲劇比賽決賽的學校。當時的比賽地點是東京都立九段高等學校。此後她繼續自己的演藝事業，不過，她並不是「因為演戲才勉強維持生計」。作為一名童星，她在舞台上和廣播中表演時開始理解表演的意義。高中時期，她是文學社的成員，也是學生會會長。
從同一所高中畢業後，父親希望她像他一樣從事法律的工作，她不顧父親的期望進入了演藝界，透過劇團前輩的介紹成為演藝經紀公司的一員，並開始在一家先鋒民營電視台拍攝一部飾演女學生的電視劇。最初，她作為演員演過許多電視劇、廣播劇以及各民營電視台播出的其它節目。漸漸地，她對於是否能繼續以自己的方式進行表演產生了懷疑和不安，並想著「我想成為劇團的練習生，重新開始學習基礎知識」，但由於接到了一份又一份工作，她的夢想始終未能實現。不過，她以最年輕的成員身份加入了當時由資深女演員組成的劇團女優座，並經歷了許多舞台表演。對此，她回憶道「被資深前輩們擠到中間，感覺比單純練習發音還要有收穫好幾倍」。此後，她有更多的機會出現在各個電視台，她自由奔放、歡快無比的演技令工作人員十分滿意。當時她原本想繼續拍新戲，但又覺得「電視劇也挺有趣」。同時，她也參與了直播時代才剛開始的海外影劇日語配音工作。之後，她所屬過的經紀公司有：Theatre Jeune、Players Center、東京Pro、龍膽Pro、高松事務所、青二Production，並於2018年4月30日離開了自成立以來所屬的Production Baobab，同年6月3日加入81 Produce。
1957年，她在TBS電視劇《金比羅老師青春紀》裡飾演女學生，首次正式亮相是與小林恭治、城達也一起常駐出演美國電視影集《旋風鳥》。當時，她在直播中飾演直升機公司的秘書，當她說「我是海倫，請回答」時，她還添加了開關音效。當時因為是直播，但也遇到了很多麻煩，但由於她一直很喜歡電影，所以她不禁覺得配音工作很有趣。結婚成家後，她決定專注於配音工作，這樣就可以管理養育孩子的時間。她很高興能夠為本身最喜歡的電影的主角配音，並開始沉迷於配音員的工作。

### 作為配音員
1950年代至1960年代，小原乃梨子為外國電影配音，但從1960年代後半開始，其動畫的工作與外國電影同時在增加。她錄製的第一部動畫是《大力水手》。
她在《瘋狂大賽車》、《未來少年柯南》、《阿爾卑斯的少女海蒂》、「時間飛船系列」等多部熱門作品擔任常駐角色。
從1979年開始，她在《哆啦A夢 (朝日電視台大山羨代版)》為野比大雄獻聲，並擔任了26年，直至2005年煥然一新為止。繼任者是大原惠。
約1988年，她開始進行演講和朗讀童話故事。1998年起，以的名義在全國各地展開。專注於朗讀教學，並舉辦朗讀學習研究會。

### 晚年、死去
2005年，在第14屆日本電影影評人大獎上，小原乃梨子與《哆啦A夢》（朝日電視台版）的原班配音員（大山羨代、野村道子、立壁和也、肝付兼太）一起獲得田山力哉獎。此外，2006年11月，她還與其他4位原班配音員一起獲得第11屆神戶動畫獎特別獎。2007年3月，她與其他4位原班配音員一起獲得東京國際動畫博覽會2007第3屆功勞獎。
2007年3月3日，她獲頒第1屆聲優Awards功勞獎。
2013年3月2日，與森功至、大平透、岡本茉利共同榮獲第7屆聲優Awards「Synergy獎（龍之子創立50週年紀念）」。
2024年7月12日去世，享壽88歲。同年3月與熟人一起出席活動，4月、6月與山田榮子等人會面，看上去精神不錯，但根據野村道子透露，小原過去幾年一直在與病魔作鬥爭。81 Produce於同年7月23日公佈了訃聞。同年7月27日播出的《哆啦A夢 (朝日電視台第二版)》的節目最後，播放了小原飾演大雄的影片以及追思字幕。藤子·F·不二雄博物館和水田山葵也表達了哀悼。
2024年10月30日，舉辦「小原乃梨子 告別會」，戶部敦夫擔任代表發起人。出席的還有野村道子、水田山葵、嘉數由美、羽佐間道夫、水島裕。活動開始，播放了《哆啦A夢》等多部作品的影片以及同名作品的主題曲，並送上鮮花。
2025年1月21日，追頒第48屆日本電影學院獎會長特別獎。

## 人物、逸事
興趣、特長：美術、古典音樂、芭蕾舞鑑賞、社交舞、長笛、豎琴、高爾夫、製作玫瑰、讀書、英語會話。
喜歡聽維也納華爾滋，並經常訪問維也納。曾作為嘉賓上NHK的《N響時間》（1999年7月11日播出），並與主持人池邊晉一郎共同演出《未來少年柯南》（大原飾演主角柯南，池邊提供音樂）。
配音員的工作需要體力和精力，從她開始扮演男孩的角色以來，她就一直認為「肌肉力量也很重要」。但工作繁忙時，她沒有吃飯，工作沒力氣，這導致她感到頭暈目眩，她不明白「除非吃得好，否則我不能動」和「一天只有24小時」之類的顯而易見的事情，而且步伐很艱難，結果給辦公室和周圍的人帶來了麻煩。之後，她開始考慮膳食，包括營養管理，但從2013年開始，她想「我今天工作很多，所以我需要早點睡覺」，甚至回家後還是看影片、看書，導致睡眠不足。
喜歡的一句話「人們並非生來就是女性，而是成為女性」。

### 特色
音域：次女高音～女低音、Husky。
除了出演電視劇外，她也作為配音員為外國電影和動畫配音。
雖然她演過的角色多種多樣，但她並沒有明確的改變聲音的意圖，並表示自己改變主意時，本身聲音就會改變。當製作人和導演給她提供一些角色時，讓她想知道為什麼，但當有人發現她內心的某些東西或當她對自己扮演的角色感到驚訝時，她說表演起來很有趣。在電影版的《Crusher Joe》裡，小原飾演Crusher Joe團隊的工程師瑞奇，但原作者高千穗遙表示「『瑞奇的聲音只有小原女士了』因而被提名，當她（小原）看到這個角色時，發現瑞奇很可愛」。後來小原也在OVA版裡擔任瑞奇的聲音。
小原乃梨子從動畫草創期就開始活躍，作為擅長男孩角色的配音員之一，包括擔任了26年至2005年的《哆啦A夢 (朝日電視台第一版)》野比大雄在內。她在電視動畫的第一個男孩角色是1966年《哈里斯旋風》裡的眼鏡一角。她說她想用來描繪一個虛弱男孩的角色。此後，「虛弱男孩形象」與大雄連結在一起，但另一方面，也可能是因為她不擅長扮演需要大量體力並導致貧血的角色。小原在《海底小遊俠》、《未來少年柯南》裡飾演一個活潑的男孩角色時，她認為「這樣可以嗎？」，但一旦她開始扮演這個角色時，她覺得很有趣。一開始，因為沒有男孩角色的範本，所以她進行了很多嘗試和錯誤思考「我要如何才能發出一個男孩子的聲音？」。有一次，她的喉嚨受傷了，一想到男孩的聲音就很痛苦。而改變她的是在《阿爾卑斯的少女海蒂》裡飾演彼得一角時，這才意識到與其強迫自己創造一個男孩的聲音，不如嘗試抓住男孩的情感和感受。並以自己的兒子和兒子周圍的孩子為靈感。從她開始創作這樣的角色後，其動畫工作變得更加有趣。另一方面，她也飾演過妙齡的風騷女性角色，例如1969年版《嚕嚕米》「孤山槍手」裡的亡命之徒女老大和《時間飛船系列》系列的三惡女老大。
在海外影劇的日語配音中，擔任的演員包括碧姬·芭杜、莎莉·麥克琳、珍·芳達、米琳娜·德蒙若、克勞蒂亞·卡蒂納、安瑪格麗特、絲薇亞·克莉絲黛。
從海外影劇的日語配音開始，就有很多一出場就讓人發出「哈哈哈」的性感角色。浪漫愛情戲很多，據說配音初期女主角大多是她扮演的。

### 時間飛船系列
- 最初，她對於出演《時間飛船系列》裡的三惡女老大一角有些猶豫，因為這是她第一次出演反派角色，但她扮演的角色是一個操縱男人的惡魔形象，就像電影《街角的小王子（英语：In Case of Adversity）》裡的碧姬·芭杜[7]。
- 對於《時間飛船》裡嘲諷追隨者時台詞是因為劇本裡的太刺耳了，所以小原即興添加創造新詞和。後來，小原說「使用時請告訴我（笑），我什麼都可以（笑）」[48]。另一方面，她在出演《天使之戀online》時，雖然本身角色的台詞是，但小原認為這是為《時間飛船》系列創建的一個詞，所以在其他地方使用它會有點奇怪，所以她最終使用了不同的台詞替換了該台詞[49]。
- 在錄製遊戲《這是飛船呦（日语：ボカンですよ）》期間[50]，與小原一起工作的年輕演員看不懂的漢字，因此她即興說道「這是流石（ながれいし），這是龍石（りゅうせき），啊，正如預期的那樣～」[48]。
- 在2008年1月開播的新版《小雙俠》的記者會上，她與其他年輕演員一起參加，強調自己的健康狀況良好。此外，她的兒子戶部敦夫擔任了7月28日播出的第20話「走投無路的托路、骰子！」的作畫監督，這也是《時間飛船》系列首次由母子共同參與。除了系列之外，小原在《超時空要塞》為克勞蒂亞獻聲，最終回由戶部敦夫作為原畫參與。
- 曾在動畫版飾演東茲拉的立壁和也和動畫版總導演川浩在2009年上映的真人電影版裡客串杜倫布經營的假壽司店（日语：寿司屋）的顧客。
- 2015年年初播出的《夜晚的小雙俠》中，三惡的配音陣容全部都已經更換，而與多龍芝相似的角色則由喜多村英梨擔任，儘管小原在最終回只講了一句台詞，但她演的角色是元祖的多龍芝。

### 哆啦A夢
- 小原乃梨子還在《哆啦A夢》（朝日電視台大山羨代版）之前播出的《哆啦A夢》（日本電視台版）中，飾演大雄的母親野比玉子[47]。
- 大雄這個角色並非透過試鏡選拔，而是由開播前進行過試錄的配音員擔任。此外，朝日電視台的許多高層人士也聚集在首次錄製現場，但由於小原感冒無法演唱，錄製工作突然推遲[51]。
- 她與飾演哆啦A夢的大山羨代和飾演靜香的野村道子是好朋友，三人經常一起旅行[52][53]。
- 由於在錄製電影版《未來少年柯南》期間聲帶受損[28][54]而接受了兩週的治療，她缺席了6集《哆啦A夢》（朝日電視台版）的演出。大雄的聲音由丸山裕子（日语：丸山裕子）代班擔任。之後她就跟著各種聲樂訓練師把自己的聲音練得死去活來[28]。
- 2004年，就在大雄的角色即將畢業之前，她作為嘉賓上過《笑一笑又何妨！》單元「你似乎知道但不知道的世界」。對此，小原表示在《大雄的結婚前夜》飾演成年的大雄很困難。這是她第二次上《笑一笑又何妨！》，1993年也曾經作為嘉賓出現在「札克利生間秀」單元裡。
- 在電影《哆啦A夢：大雄與風之使者》出場的風子於它消失場合的錄音時，當時小原養了很多年的貓在生死之間徘徊，她說她把貓投射在風子身上哭了。最終，她在這部作品第一天的舞台問候之後哽咽。本人說這是一部與《大雄的恐龍》令人難忘的作品[55]。
- 在紀念哆啦A夢電影上映35週年而舉辦的「哆啦A夢電影祭2015」上，小原作為驚喜嘉賓出現在2015年2月14日舉辦的電影放映後配音員談話節目上。除了代讀大山羨代的來信之外，她還談到了自己對《哆啦A夢》電影的回憶，她說當巖金四郎（日语：巖金四郎）將出場時很感動。另外，她從原作者藤子·F·不二雄得知大雄的模特兒是他本人，不擅長運動，大雄和它的朋友們在大銀幕上活躍是一個夢想，而這個夢想說《大雄的恐龍》是她自己印象深刻的系列作品。由於當年是演員陣容變動10週年，小原表示「演員陣容變動後不久，可能會受到一些批評，但如果持續10年，那就是真的了」並向水田山葵和大原惠發送了一條鼓勵的信息[56]。

## 演出
粗體字表示主要角色。

### 電視動畫
1964年
- 狼少年健（日语：狼少年ケン）

1965年
- W3（日语：W3）

1966年
- 哈里斯旋風（日语：ハリスの旋風）（眼鏡[57]）

1967年
- 魔法使莎莉 (1966年版)（神奈川健）
- 悟空大冒險（咪咪）

1968年
- 鬼太郎 (第1作)

1969年
- 排球甜心（凱西）
- 海底小遊俠（馬林[58]）
- 忍風卡姆伊外傳（日语：カムイ外伝#テレビアニメ）（三太）
- 噴嚏大魔王（橘留美子）
- 嚕嚕米 (1969年版)（日语：ムーミン (アニメ)）

1971年
- 萬能旋風兒（日语：国松さまのお通りだい）[59]（眼鏡）
- 鬼太郎 (第2作)（1971年—1972年）
- 天才傻鵬（日语：天才バカボン (アニメ)）
- 不可思議的梅璐萌（女軍官、丸子）

1972年
- 根性青蛙（1972年—1974年，母親[60]）
- 水晶宮（日语：ハゼドン）（塔坊）
- 無敵鐵金剛魔神Z

1973年
- 英勇無敵號（小康[61]）
- 哆啦A夢 (日本電視台版)（野比玉子）
- 巴比倫2世 (1973年版)
- 小人兒的冒險（日语：冒険コロボックル）（拉夫拉夫）
- 旺薩同學（日语：ワンサくん）（旺薩[62]）

1974年
- 阿爾卑斯的少女海蒂（彼得）

1975年
- 天方夜譚（1975年—1976年，辛巴達[63]）
- 時間飛船（1975年—1976年，瑪芝[64]、辛巴達）
- 月光女俠（卡特琳夫人）

1976年
- 大空魔龍鎧金（艾麗卡）
- 尋母三千里（康茜塔·白賓諾）
- 飛鷹一號（米·威爾斯）
- 小小露露與小小的夥伴（日语：リトル・ルルとちっちゃい仲間）（威爾伯、媽媽）

1977年
- 咪咪流浪記（馬嘉[65]）
- 棒球少年貫太（日语：一発貫太くん）（正吾、鮑伯·肯特）
- 超電磁機器人 波魯吉斯V（1977年—1978年，剛日吉、李·凱薩琳[66]）
- 泡泡先生（1977年—1978年，巴巴媽媽、女性角色、旁白）
- （薩米[67]）
- 小雙俠 (1977年版)（1977年—1979年，多龍芝[68]）
- UFO機器人 古連泰沙（露比娜女王）

1978年
- 宇宙海賊哈洛克船長（1978年—1979年，米梅[69]）
- 宇宙戰艦大和號2（1978年—1979年，薩貝拉（日语：サーベラー）[70]）
- 冒險五傑（1978年—1979年，巴拉蘭、貝拉米斯[71]）
- 未來少年柯南（柯南[72]）
- 無敵鋼人泰坦3（吉拉）
- 魯邦三世 (TV第2系列)（日语：ルパン三世 (TV第2シリーズ)）（1978年—1979年）

1979年
- 動畫紀行 馬可·波羅的冒險（日语：アニメーション紀行 マルコ・ポーロの冒険）（少年、拉賈的兒子）
- 銀河鐵道999（泥濘中的梅德爾）
- The☆超人力霸王（高志）
- Z超人（日语：ゼンダマン）（1979年—1980年，姆芝[73]）
- 哆啦A夢 (朝日大山版)（1979年—2005年，野比大雄[74]、野比伸助〈少年時期〉、大雄的孫子）

1980年
- 宇宙大帝西格瑪神（1980年—1981年，春日翔太[75]、迪拉爾總司令[75]）
- 時空巡警隊救助超人（日语：タイムパトロール隊オタスケマン）（1980年—1981年，阿塔莎[76]）
- 原子小金剛 (1980年版)（拉古）

1981年
- 福星小子 (1981年版)（1981年—1986年，阿雪[77]）
- 靈犬雪麗（1981年—1982年，賽巴斯欽）
- 救難小英雄Yattode（1981年—1982年，米蓮芝[78]、DoReMi杓子A、多龍芝）

1982年
- 逆轉一發人（日语：逆転イッパツマン）（1982年—1983年，蒙蒙[79]）
- 孫悟空飛往絲綢之路!!（日语：孫悟空シルクロードをとぶ!!）（羅刹女[80]）
- 太陽之子（洛可）
- 衝鋒勝平（日语：ダッシュ勝平）（瑪麗蓮）
- 超時空要塞（1982年—1983年，克勞蒂亞·萊薩爾[81]、旁白[81]）
- 手塚治虫的吸血鬼在日本（顧問）
- 心跳今夜（江藤椎羅）

1983年
- 頂尖超人（日语：イタダキマン）（陽陽[82]、黑暗天使）
- 機甲創世記莫斯比達（天蟹女王[83]）

1984年
- 貓♥眼（結城玉青）

1985年
- 超力機器人 卡拉特（日语：超力ロボ ガラット）（庫內茨）

1987年
- 褞袍超人（鈴木操）

1989年
- 黑色推銷員（女將）

1990年
- 昆蟲物語 孤兒哈奇 (重製版)（諾可可）

1991年
- 麵包超人（1991年—2019年，南德巴特〈初代〉、冰雪女王〈第2代〉、黑玫瑰女王〈初代〉）

1992年
- 蕃茄十勇士（蝴蝶女王）

1998年
- 炸彈人 彈珠人爆外傳（黑暗巴亞）

1999年
- 世紀末傳說美麗龍之子世界 -圓盤星人UBO-（日语：超える!テレビ）（多龍芝、姆芝）

2000年
- 時間飛船2000 怪盗閃亮超人（日语：タイムボカン2000 怪盗きらめきマン）（蕗珠[84]、多龍芝[84]、瑪芝[84]）

2003年
- 烏龍派出所（上條櫻）

2006年
- 雪之女王（風之使者）

2008年
- 小雙俠 (2008年版)（2008年—2009年，多龍芝[85]）

2011年
- 日常（旁白）

2015年
- 夜晚的小雙俠（多龍芝[86]）

### 電影動畫
1968年
- 太陽王子 霍爾斯的大冒險（奇洛[87]）

1971年
- [88]（鄰居蕩婦／淺丘琉璃子）

1975年
- 宇宙圓盤大戰爭（泰羅納）

1978年
- 宇宙海賊哈洛克船長：阿爾卡迪亞號之謎（米梅[89]）
- 世界名作童話 拇指公主（日语：世界名作童話 おやゆび姫）（王子[90]）

1979年
- 劇場版 銀河鐵道999 (The Galaxy Express 999)（琉紫[91]）
- 劇場版 未來少年柯南（柯南[92]）

1980年
- 劇場版 咪咪流浪記（馬嘉[93]）
- 人造人009：超銀河傳說（薩巴[94]）
- Z超人：這是金字塔的神秘盒子！Z超人（日语：ゼンダマン#劇場版）（姆芝）
- 哆啦A夢：大雄的恐龍（野比大雄）
- 小誠（日语：まことちゃん#アニメ映画）（媽媽[95]）

1981年
- 再見了！銀河鐵道999：仙女座終點站（米梅[96]）
- 時空巡警隊救助超人：艾塔莎的結婚宴會!?（日语：タイムパトロール隊オタスケマン#劇場版）（瑪芝、多龍芝、姆芝、阿塔莎）
- 哆啦A夢：大雄的宇宙開拓史（野比大雄）
- 哆啦A夢：我是桃太郎的什麼呢？（野比大雄）

1982年
- 哆啦A夢：大雄的大魔境（野比大雄）

1983年
- 福星小子：愛星球之戀（日语：うる星やつら オンリー・ユー）（阿雪）
- 劇場版 Crusher Joe（日语：クラッシャージョウ）（瑞奇）
- 哆啦A夢：大雄的海底鬼岩城（野比大雄）

1984年
- 超時空要塞：愛，還記得嗎？（克勞蒂亞·格蘭特）
- 哆啦A夢：大雄的魔界大冒險（野比大雄）
- 未來少年柯南：巨大機毒蛾號的復活（柯南[97]）

1985年
- 福星小子3：情侶樂天派（日语：うる星やつら3 リメンバー・マイ・ラブ）（阿雪）
- 哆啦A夢：大雄的宇宙小戰爭（野比大雄）

1986年
- 哆啦A夢：大雄與鐵人兵團（野比大雄）

1987年
- 哆啦A夢：大雄與龍騎士（野比大雄[98]）

1988年
- 福星小子 完結篇（日语：うる星やつら 完結篇）（阿雪）
- 哆啦A夢：大雄的西遊記（野比大雄）

1989年
- 哆啦A夢：大雄的日本誕生（野比大雄）
- 哆啦美：迷你哆啦SOS（野比大雄）

1990年
- 哆啦A夢：大雄與惑星之謎（野比大雄）

1991年
- 福星小子：聖水奇緣（日语：うる星やつら いつだってマイ・ダーリン）（阿雪）
- 哆啦A夢：大雄的天方夜譚（野比大雄）
- 哆啦美：阿拉拉♥少年山賊團！（野比雄平）

1992年
- 哆啦A夢：大雄與雲之王國（野比大雄）

1993年
- 哆啦A夢：大雄與白金迷宮（野比大雄）

1994年
- 哆啦A夢：大雄與夢幻三劍士（野比大雄）

1995年
- 哆啦A夢：大雄的創世日記（野比大雄）

1996年
- 哆啦A夢：大雄與銀河超特快列車（野比大雄）

1997年
- 哆啦A夢：大雄的發條都市冒險記（野比大雄）

1998年
- 哆啦A夢：大雄的南海大冒險（野比大雄）
- 哆啦A夢回來了（野比大雄）

1999年
- 哆啦A夢：大雄的宇宙漂流記（野比大雄）
- 大雄的結婚前夜（野比大雄）

2000年
- 哆啦A夢：大雄的太陽王傳說（野比大雄）
- 大雄的懷念奶奶（野比大雄）

2001年
- 哆啦A夢：大雄與翼之勇者（野比大雄[99]）
- 加油！胖虎!!（野比大雄）

2002年
- 哆啦A夢：大雄與機器人王國（野比大雄[100]）
- 我出生的那一天（野比大雄）

2003年
- 哆啦A夢：大雄與風之使者（野比大雄[101]）

2004年
- 哆啦A夢：大雄的貓狗時空傳（野比大雄）

2008年
- 麵包超人：妖精琳琳的秘密（冰雪女王）

2009年
- 劇場版 小雙俠：新雙俠機械大集合！玩具国大決戰，骰子！（多龍芝）

### OVA
1978年
- 哆啦A夢 在房間裡釣魚（日语：ドラえもん 勉強べやのつりぼり）（野比大雄）

1986年
- 超時空羅曼藝術 SAMY MISSING 99（日语：超時空ロマネスク SAMY MISSING・99）（童話世界的魔女）

1987年
- 福星小子 夢想製造者因幡登場！拉姆的未來會是!?（日语：うる星やつら 夢の仕掛人 因幡くん登場! ラムの未来はどうなるっちゃ!?）（阿雪）
- 風與木之詩 -三聖頌-（賽吉）
- 任性的白熊（日语：かってにシロクマ）（母親）

1988年
- 福星小子 生氣吧！冰砂（阿雪）
- 敵人是海賊 ～貓咪們的饗宴～（日语：敵は海賊〜猫たちの饗宴〜）（卡利·杜爾迦）

1989年
- Crusher Joe 冰結監獄的陷阱（日语：クラッシャージョウ）（瑞奇）
- Crusher Joe 最終兵器艾許（瑞奇）

1990年
- 戰國武將列傳 爆風童子必殺人（日语：戦国武将列伝 爆風童子ヒッサツマン）（比芝）

1993年
- 時間飛船王道復古（日语：タイムボカン王道復古）（1993年—1994年，瑪芝、多龍芝、姆芝、阿塔莎、米蓮芝、蒙蒙、陽陽[102]）

1994年
- 哆啦A夢 大雄與未來日記（日语：ドラえもん のび太と未来ノート）（野比大雄）

2010年
- 福星小子 障礙物游泳大會（日语：うる星やつら ザ・障害物水泳大会）（阿雪）

### 外語配音

#### 演員
安-瑪格麗特
- 驛馬車（英语：Stagecoach (1966 film)）（1970年，達拉斯）※TBS版。
- 蝶戀花嬌（英语：The Pleasure Seekers (1964 film)）（1972年，弗蘭·霍布森）※TBS版。
- 彩鳳雲裳（英语：The Swinger）（1975年，凱莉·奧爾森）※日本電視台版。
- 獵愛的人（英语：Carnal Knowledge (film)）（1981年，鮑比）※LD版。
- 龍鳳春光（英语：Viva Las Vegas）（不明，魯斯蒂·馬丁）

蓓蒂·赫頓
- 戲中之王（1970年，荷莉）※東京12頻道版。
- 戲中之王（1973年，荷莉）※TBS版。

碧姬·芭杜
- 街角的小王子（英语：In Case of Adversity）（1969年，伊維特·莫代）※NET版。
- 野貓痴情（英语：A Very Private Affair）（1969年，吉爾）※NET版。
- 癡情尤物（法语：Le Repos du guerrier）（1970年，吉納維耶夫·勒泰爾）
- 寶貝從軍記（英语：Babette Goes to War）（1973年，巴貝特）※NET版。
- 沙拉克（英语：Shalako (film)）（1973年，伊琳娜·拉扎爾）※富士電視台版。
- 雌雄十大寇（英语：The Legend of Frenchie King）（1974年，路易絲）※富士電視台版。
- 大賊與金絲貓（英语：Boulevard du Rhum）（1977年，琳達·拉魯）※NET版。

卡羅琳·瓊斯
- 阿達一族（1968年—1969年，魔蒂夏·阿達）※東京12頻道版。
- 與新阿達一族的萬聖節（英语：Halloween with the New Addams Family）（1992年，魔蒂夏·阿達）※影碟版。
- 阿達一族（1992年，魔蒂夏·阿達）※影碟版。

凱撒琳·丹尼芙
- 荒島俏冤家（英语：Lovers Like Us）（1978年，奈莉）※TBS版。
- Court toujours: L'inconnu（1997年，瑪麗安）※影碟版。

克勞蒂亞·卡蒂納
- 諜影障目（英语：Blindfold (1966 film)）（1969年，維姬·文森蒂）※TBS版。
- 浩氣蓋山河（1971年，安潔莉卡·莎朵拉）※NET版。
- 野戰雄師（英语：Lost Command）（1972年，艾莎·馬希迪）※日本電視台版。
- 英雄情困美人關（英语：The Hell with Heroes）（1972年，艾蓮娜）※TBS版。
- 艷侶迷春（英语：Don't Make Waves）（1973年，勞拉·卡利法蒂）※東京12頻道版。
- 頑皮豹之神偷魅影（英语：The Pink Panther (1963 film)）（1973年，達拉公主）※NET版。
- 雙槍智多星（英语：La Scoumoune）（1975年，喬治亞·薩拉托夫）※日本電視台版。
- 蝴蝶事件（英语：The Butterfly Affair）（1975年，波普西·波普）※日本電視台版。
- 紅帳篷（英语：The Red Tent (film)）（1977年，瓦萊里婭護士）※朝日電視台版。
- 狂沙十萬里（1979年，吉爾·麥克貝恩）※日本電視台版。
- 英雄情困美人關（1979年，艾蓮娜）※朝日電視台版。
- 四虎將（1980年，瑪麗亞·葛蘭特）※朝日電視台版。
- 狂沙十萬里（1982年，吉爾·麥克貝恩）※朝日電視台版。
- 家族的肖像（英语：Conversation Piece (film)）（1987年，教授的妻子）※日本電視台版。
- 狂沙十萬里（2003年，吉爾·麥克貝恩[103]）※影碟版。

黛安·基頓
- 傻瓜大鬧科學城（1980年，露娜·施洛瑟）※TBS版。
- 安妮·霍爾（1981年，安妮·霍爾）※TBS版。

艾爾克·薩默
- 烏龍謀殺案（英语：A Shot in the Dark (1964 film)）（1970年，瑪麗亞·甘布雷利）※NET版。
- 影城春色（英语：Boy, Did I Get a Wrong Number!）（1972年，迪迪）※TBS版。

法拉·佛西
- 佈局（英语：Sunburn (1979 film)）（1980年，艾莉·摩根）※富士電視台版。
- 炮彈飛車（1987年，帕梅拉·格洛弗[104]）※朝日電視台版。

珍·芳達
- 雲雨春心（1972年，伊蓮·泰勒）※NET版。
- 狼城脂粉俠（1972年，凱瑟琳·“貓”·巴露）※NET版。
- 貪慾的角逐（1973年，蕾妮·薩卡德）※日本電視台版。
- 神女生涯原是夢（英语：Walk on the Wild Side (film)）（1973年，凱蒂·翠斯特）※NET版。
- 太空英雌巴巴麗娜（1974年，巴巴麗娜）※東京12頻道版。
- 柳巷芳草（1977年，布麗·丹尼爾斯）※NET版。
- 射馬記（1978年，格洛麗亞·比蒂）※朝日電視台版。
- 裸足佳偶（1979年，嘉麗·布拉特）※朝日電視台版。
- 茱莉亞（1981年，莉蓮·赫爾曼）※LD版。
- 朝九晚五（1984年，朱蒂·伯恩利）※東京電視台版。
- 金色池塘（1984年，切爾西·塞耶·韋恩）※富士電視台版。
- 大特寫（1985年，甘琵莉·韋絲）※日本電視台版。
- 電騎士（英语：The Electric Horseman）（1985年，愛麗絲·“哈莉”·馬丁）※朝日電視台版。
- 柳巷芳草（1988年，布麗·丹尼爾斯）※TBS版。
- 亂世夕陽情（英语：Old Gringo）（1990年，哈麗特·溫斯洛）※影碟版。
- 榮歸（英语：Coming Home (1978 film)）（不明，莎莉·海德）

珍妮·李
- 諜網迷魂（1969年，尤金妮·羅斯·“羅西”·切尼）※NET版。
- 梟巢掃蕩戰（英语：Harper (film)）（1973年，蘇珊·哈珀）※NET版。

珍·西蒙絲
- 綠苑春濃（1969年，海蒂·杜蘭特）※NET版。
- 孽海癡魂（英语：Elmer Gantry (film)）（1971年，莎朗·法爾科納修女）※NET版。

瓊·考琳絲
- 紈絝雙俠（英语：The Persuaders!）（1975年，西多尼）※NET版。
- 錢商（日语：マネー・チェンジャース/銀行王国）（1978年，艾薇兒·德弗羅[105]）※NHK版。

萊斯莉·帕里什
- 打擊魔鬼（英语：The Man from U.N.C.L.E.）（1969年，萊斯莉·韋林）※日本電視台版。
- 星際爭霸戰（1972年，卡洛琳·帕拉馬斯中尉）※富士電視台版。

麗莎·明內利
- 幸運女士（英语：Lucky Lady）（1980年，克萊爾）※東京12頻道版。
- 紐約，紐約（1982年，法蘭辛·埃文斯）※TBS版。

瑪莎·曼森
- 魔緣（英语：Audrey Rose (film)）（1981年，珍妮絲·坦普爾頓）※TBS版。
- 廉價偵探（英语：The Cheap Detective）（1982年，喬治亞·馬克爾）※TBS版。
- 再見女郎（1982年，寶拉·麥佛登）※TBS版。

米琳娜·德蒙若
- 艷女爭春（英语：Women Are Weak）（1971年，薩賓娜）※富士電視台版。
- OSS 117：巴伊亞之怒（英语：OSS 117 Mission for a Killer）（1973年，安娜-瑪麗亞·蘇爾察）※TBS版。
- 方托馬斯大戰蘇格蘭場（英语：Fantômas contre Scotland Yard）（1974年，海倫·古恩）※TBS版。
- 方托馬斯（英语：Fantômas (1964 film)）（1976年，海倫·古恩）※TBS新錄製版。

娜塔莉·德龍
- 智劫大油輪（法语：Docteur Justice (film)）（1979年，卡琳娜）※日本電視台版。
- 上天入海擒金匪（英语：When Eight Bells Toll (film)）（1979年，夏洛特·斯庫拉斯）※朝日電視台版。

拉寇兒·薇芝
- 狂卷滾輪情（英语：Kansas City Bomber）（1975年，K·C·爾）※富士電視台版。
- 復仇的女槍手（英语：Hannie Caulder）（1976年，漢妮·考爾德）※NET版。

莎拉·米爾斯
- 雷恩的女兒（英语：Ryan's Daughter）（1982年，羅西·瑞恩）※日本電視台版。
- 騷婦與大賊（英语：The Man Who Loved Cat Dancing (film)）（1984年，凱瑟琳·克羅克）※朝日電視台版。

莎莉·麥克琳
- 砲彈飛車2（薇若妮卡）
- 傻女十八嫁（英语：What a Way to Go!）（1971年，路易莎·梅·福斯特）※NET版。
- 環遊世界八十天（1972年，奧達公主）※NET版。
- 康康舞（英语：Can-Can (film)）（1972年，西蒙娜·皮斯塔奇）※NET版。
- 愛瑪姑娘（英语：Irma la Douce）（1972年，伊爾瑪·拉·杜斯）※NET版。
- 黃色香車（英语：The Yellow Rolls-Royce）（1972年，梅·詹金斯）※NET版。
- 畫家與模特兒（英语：Artists and Models）（1974年，貝西）※東京12頻道版。
- 魂斷情天（英语：Some Came Running (film)）（1976年，金妮·摩爾海德）※TBS版。
- 舞衫淚影（1980年，迪迪·羅傑斯）※TBS版。
- 富貴逼人來（英语：Being There）（1982年，伊芙·蘭德）※朝日電視台版。
- 愛瑪姑娘（1983年，伊爾瑪·拉·杜斯）※TBS版。
- 砲彈飛車2（1986年，薇若妮卡）※朝日電視台版。
- 怪屍案（英语：The Trouble with Harry）（1986年，珍妮佛·羅傑斯）※朝日電視台版。
- 舞衫淚影（1987年，迪迪·羅傑斯）※LD版。
- 寡婦三弄（英语：Used People）（1993年，珍珠·珀爾曼）※影碟版。

蘇菲·杜米埃
- 決戰猶馬鎮（英语：Fort Yuma Gold）（1971年，康妮·布瑞斯特）※NET版。
- 決戰猶馬鎮（1975年，康妮·布瑞斯特）※TBS版。

斯特拉·史蒂文斯
- 牛郎血淚美人恩（英语：The Ballad of Cable Hogue）（1976年，希爾迪）※NET版。
- 海神號（1976年，蓮黛·洛哥）※TBS版。
- 海神號（1983年，蓮黛·洛哥）※日本電視台版。
- 女作家與謀殺案（英语：Murder, She Wrote）（1988年，莎莉·梅斯汀）※NHK版。

蘇珊娜·約克
- 神鬼豔后（英语：The Awakening (1980 film)）（1983年，珍·特納）※TBS版。
- 合夥人（英语：The Silent Partner (1978 film)）（1983年，朱莉·卡弗）※富士電視台版。

烏爾蘇拉·安德烈斯
- 鯉躍龍門（英语：Fun in Acapulco）（1973年，瑪格麗塔·道芬）※日本電視台版。
- 大太陽（英语：Red Sun）（1975年，克里斯蒂娜）※TBS版。
- 蠱惑小子（英语：Safari Express）（1977年，米里亞姆）※日本電視台版。

瓦萊麗·珀賴因
- 超人系列（露薏絲·蓮恩）
  - 超人（1983年）※朝日電視台版。
  - 超人II（1984年）※朝日電視台版。

#### 電影
播出日期未知
- 惡人之河（英语：Bad Man's River）（艾莉西亞·金〈珍娜·露露布莉姬妲〉）
- 易北河大橋（英语：Bridge over the Elbe）（艾莉卡〈艾莉卡·瓦爾納（英语：Erika Wallner）〉）
- 鑽石是男人的好朋友（英语：Diamonds Are a Man's Best Friend）（法蘭索瓦絲〈麗亞娜·奧爾費伊（英语：Liana Orfei）〉）
- 龍拳（三太夫人〈歐陽莎菲〉）※日本視頻影像版。
- 狂徒末路（英语：High Sierra (film)）（瑪麗·加森〈艾達·盧皮諾〉）
- 母金剛（英语：Queen Kong）（露絲·哈比特〈露拉·倫斯卡（英语：Rula Lenska）〉）
- 三鳳朝陽（英语：Spinout (film)）（戴安娜〈戴安妮·麥萍（英语：Diane McBain）〉）
- 原子怪獸（李·亨特〈寶拉·雷蒙（英语：Paula Raymond）〉）
- 大淘金（英语：The Italian Job）（洛娜〈瑪格麗特·伯萊（英语：Maggie Blye）〉）※機內上映版。
- 鉆石腳之起落（英语：The Rise and Fall of Legs Diamond）（艾莉絲·希弗-戴蒙德〈凱倫·史提爾（英语：Karen Steele）〉）
- 一線生機（英语：The Slender Thread）（英加·戴森〈安妮·班克勞馥〉）
- 血色雷霆（英语：Thunder in the Blood）（凱瑟琳〈艾斯黛拉·布蘭（英语：Estella Blain）〉）
- 驚呼狂叫（英语：When a Stranger Calls (1979 film)）（崔西〈科琳·杜赫斯特〉）

1964年
- 木乃伊（英语：The Mummy (1932 film)）（海倫·格羅夫納〈齊塔·約翰（英语：Zita Johann）〉）※NET版。

1966年
- 我要活下去（英语：I Want to Live!）（佩格〈維吉尼亞·樊尚（英语：Virginia Vincent）〉）※NET版。
- 火車怪客（米里亞姆·喬伊斯·海恩斯〈凱西·羅傑斯（英语：Kasey Rogers）〉）※NET版。

1967年
- 冒險（英语：Adventure (1946 film)）（海倫·梅洛恩〈瓊·布朗德爾〉）※NET版。
- 馬蒂（維琴妮亞〈凱倫·史提爾（英语：Karen Steele）〉）※NET版。
- 青樓情孽（簡·阿弗里爾（英语：Jane Avril）〈莎莎·嘉寶〉）※富士電視台版。
- 夜長夢多（英语：The Big Sleep (1946 film)）（卡門·斯特恩伍德〈瑪莎·維克斯（英语：Martha Vickers）〉）※NET版。
- 海倫·摩根的故事（英语：The Helen Morgan Story）（多莉·埃文斯〈卡拉·威廉斯（英语：Cara Williams）〉）※NET版。
- 左手神槍（英语：The Left Handed Gun）（塞爾薩〈麗塔·米蘭（英语：Lita Milan）〉）※NET版。

1968年
- 海角亡魂 ※NET版。
- 虎躍龍騰（英语：Night Passage (film)）（維娜·金博爾〈伊萊恩·史都華（英语：Elaine Stewart (actress)）〉）※NET版[106]。
- 狼人的詛咒（英语：The Curse of the Werewolf）（克里斯蒂娜·費爾南多〈凱瑟琳·費勒（英语：Catherine Feller）〉）※NET版。
- 和平聯盟（英语：Union Pacific (film)）（莫莉·莫納漢〈芭芭拉·史坦威〉）※NET版。

1969年
- 金漢艷奴（英语：Band of Angels）（阿曼莎·斯塔爾〈葉鳳·黛·卡洛（英语：Yvonne De Carlo）〉）※東京12頻道版。
- 孤帆滅梟（英语：The Breaking Point (1950 film)）（莉安娜·查爾斯〈帕翠夏·尼爾〉) ※NHK版[107]。
- 七年之癢（莫里斯小姐〈瑪格麗特·查普曼（英语：Marguerite Chapman）〉）※NET版。

1970年
- 科學怪人創造的女人（英语：Frankenstein Created Woman）（克里斯蒂娜·克萊夫〈蘇珊·登堡（英语：Susan Denberg）〉）※NET版。
- 東牆飄春夢（英语：Good Neighbor Sam）（珍妮特·拉格洛夫〈羅美·雪妮黛〉）※NET版。
- 嬌鳳痴鸞（英语：Lover Come Back (1961 film)）（瑞貝爾·戴維斯〈依蒂·亞當斯（英语：Edie Adams）〉）※TBS版。
- 基督山伯爵（英语：The Count of Monte Cristo (1961 film)）（梅賽德斯〈伊馮娜·弗諾（英语：Yvonne Furneaux）〉）※NET版。

1971年
- 江湖奇士續集（英语：Arizona Colt）（珍〈柯琳·馬尚（英语：Corinne Marchand）〉）※NET版。
- Help！（艾哈邁〈伊蓮諾·布羅（英语：Eleanor Bron）〉）※NET版。
- 諜網驚魂（英语：The Defector (film)）（弗里達·霍夫曼〈瑪莎·梅里爾〉）※NET版。
- 啼笑淚痕（英语：The Joker Is Wild）（瑪莎·史都華〈米基·蓋納（英语：Mitzi Gaynor）〉）※東京12頻道版。
- 二十加二（英语：Twenty Plus Two）（尼基·科瓦奇〈迪娜·梅瑞爾（英语：Dina Merrilll）〉）※富士電視台版。

1972年
- 大小通吃（英语：Any Number Can Win (film)）（布麗吉特〈卡拉·馬利耶（法语：Carla Marlier）〉）※東京12頻道版。
- 007：皇家夜總會（曼妮潘妮〈芭芭拉·博丁（英语：Barbara Bouchet）〉）※日本電視台版。
- 血戰勇士堡（英语：Escape from Fort Bravo）（卡拉·福雷斯特〈愛蓮娜·帕克〉）※NET版。
- 小婦人（英语：Little Women (1949 film)）（約瑟芬·“喬”·馬奇〈瓊·愛麗遜〉）※東京12頻道版。
- 卡拉馬佐夫兄弟（英语：The Brothers Karamazov (1958 film)）（格魯申卡〈瑪麗亞·雪兒〉）※東京12頻道版。

1973年
- 搶灘總攻擊（英语：Beach Red）（茱麗葉〈讓·華萊士（英语：Jean Wallace） 〉）※NET版。
- 超級情報員麥漢續集（英语：Murderers' Row (film)）（可可·杜奎特〈卡蜜拉·斯帕爾夫（英语：Camilla Sparv）〉）※日本電視台版。
- 蓬車浴血戰（英语：The Last Wagon (1956 film)）（瓦琳達·諾曼德〈史蒂芬妮·格里芬〉）※富士電視台版。
- 黛綠年華（英语：The World of Henry Orient）（史黛拉·鄧沃西〈寶拉·普林蒂絲（英语：Paula Prentiss）〉）※NET版。

1974年
- 緊急下潛（珍·休利特〈安妮·巴克斯特〉）※富士電視台版。
- 龍虎盟（莫迪〈夏琳·霍爾特（英语：Charlene Holt）〉）※日本電視台版。
- 紅心國王（英语：King of Hearts (1966 film)）（艾格蘭汀夫人〈米雪琳·普雷斯勒（英语：Micheline Presle）〉[108]）※NET版
- 醜聞喋血（英语：Marlowe (1969 film)）（多洛雷斯·岡薩雷斯〈麗塔·莫瑞諾〉）※富士電視台版。
- 兩盎司鉛（英语：My Name Is Pecos）（瑪麗伯頓〈露西雅·莫杜尼奧〉）※TBS版
- 瘋狂大賽車（英语：The Great Race）（瑪姬·杜波依斯〈娜妲麗·華〉）※NET版。
- 黃寶石（妮可·德弗羅〈丹依·羅賓（英语：Dany Robin）〉）※富士電視台版。

1975年
- 中東龍虎大鬥智（日语：イスタンブール特急）（米拉·達爾沃斯〈姍黛·貝嘉（英语：Senta Berger）〉）※富士電視台版。

1976年
- 雨中怪客（英语：Rider on the Rain）（妮可〈吉爾·愛蘭德（英语：Jill Ireland）〉）※日本電視台版。
- 里奧追蹤（英语：That Man from Rio）（艾格尼絲·維爾莫薩〈法蘭西絲·多蘿絲（英语：Françoise Dorléac）〉）※TBS版。
- The Man Hunter（日语：人間狩り (映画)）（瑪拉·博科克〈桑德拉·狄（英语：Sandra Dee）〉）※NET版。
- 奪命大槍手（英语：Tony Arzenta）（桑德拉〈卡拉·歌拉薇娜（英语：Carla Gravina）〉）※NET版。

1977年
- 梁山人馬（英语：The Happening (1967 film)）（莫妮卡〈瑪莎·海爾〉）※朝日電視台版。

1978年
- 鐵血雙探（英语：Madigan）（茱莉亞·馬迪根〈英厄·史蒂文斯〉）※朝日電視台版。
- 大飛賊（英语：The Burglars）（莉娜·格里普〈黛安·坎農〉）※日本電視台版。

1979年
- 你好，多莉！（英语：Hello, Dolly! (film)）（多莉·萊維（英语：Dolly Gallagher Levi）〈芭芭拉·史翠珊〉）※TBS版。
- 銀線號大血案（英语：Silver Streak (film)）（希爾德加德·“希里”·伯恩斯〈吉爾·克萊伯勒〉）※日本電視台版。
- 星際浩劫（史黛拉·斯塔爾〈卡羅琳·門若（英语：Caroline Munro）〉）※TBS版。

1980年
- 外星追緝令（英语：A Fire in the Sky）（莎朗·艾倫〈伊麗莎白·阿什利（英语：Elizabeth Ashley）〉）※朝日電視台版。
- 大巧局（布蘭奇·泰勒〈芭芭拉·哈里斯（英语：Barbara Harris (actress)）〉）※TBS版。
- 凡爾賽玫瑰（英语：Lady Oscar (film)）（瑪麗·安東妮〈克莉絲汀·玻姆（英语：Christine Böhm）〉）※日本電視台版。
- 浩劫妙冤家（英语：Swept Away (1974 film)）（拉斐拉·帕沃內·蘭澤蒂〈瑪莉安吉拉·梅拉圖（英语：Mariangela Melato）〉）※東京12頻道版。
- 妓院春色（英语：The Cheyenne Social Club）（珍妮〈雪莉·瓊斯〉）※朝日電視台版。

1981年
- 外科醫生（瑪格麗特·“熱唇”·霍利亨上校〈薩莉·凱勒曼（英语：Sally Kellerman）〉）※LD版。
- 天外來客（瑪莉盧〈康荻·卡麗（英语：Candy Clark）〉）※東京電視台版。
- 亞特蘭蒂斯戰神（英语：Warlords of Atlantis）（阿西爾〈賽德·查里斯〉）※朝日電視台版。

1982年
- 航爆死亡角（英语：Airport '77）（凱倫·華萊士〈李·葛蘭〉）※日本電視台版。
- 第三類接觸（吉麗安·基樂〈梅林達·狄龍〉）※朝日電視台版。
- 七金龍（英语：Seven Golden Men）（喬治亞〈蘿莎娜·波德斯塔（英语：Rossana Podestà）〉）※東京電視台版。

1983年
- 上錯天堂投錯胎（英语：Heaven Can Wait (1978 film)）（朱莉婭·法恩斯沃斯〈黛安·坎農〉）※朝日電視台版。
- 黃金列車大奇案（米莉安〈萊斯利-安·唐恩（英语：Lesley-Anne Down）〉）※TBS版。
- 破鏡謀殺案（英语：The Mirror Crack'd）（勞拉·布魯斯特〈金·露華〉）※TBS版。
- 007：海底城（安雅·阿瑪索娃〈芭芭拉·貝芝（英语：Barbara Bach）〉）※TBS版。

1984年
- 炮彈飛車（吉爾·里弗斯〈塔拉·巴克曼（英语：Tara Buckman）〉[104]）※富士電視台版。
- 007：太空城（荷莉·顧惠〈露意絲·查爾斯（英语：Lois Chiles）〉）※TBS版。
- 紙月亮（特里克西·德萊特〈馬德琳·卡恩〉）※TBS版。
- 漂亮寶貝（海蒂〈蘇珊·莎蘭登〉）※朝日電視台版。

1985年
- 艷陽下的謀殺案（阿琳娜·史都華·馬歇爾〈黛安娜·瑞格〉）※TBS版。
- 戰火浮生錄（英语：Les Uns et les Autres）（蘇珊·格倫／莎拉·格倫〈潔拉汀·卓別林（英语：Geraldine Chaplin）〉）※富士電視台版。

1986年
- 艾曼紐4（英语：Emmanuelle 4）（絲薇亞〈絲薇亞·克莉絲黛〉）※富士電視台版。
- 油脂2（英语：Grease 2）（伊維特·梅森老師〈康妮·史蒂文斯（英语：Connie Stevens）〉）※富士電視台版。

1987年
- 家族的肖像（英语：Conversation Piece (film)）（教授的母親〈多米妮克·桑達〉）※日本電視台版。
- 頑皮豹的逆襲（英语：The Return of the Pink Panther）（利頓（克勞丁）女士〈凱薩琳·施契（英语：Catherine Schell）〉）※LD版。

1988年
- 長征騎士（英语：The Long Riders）（貝爾·斯塔爾（英语：Belle Starr）〈帕梅拉·里德（英语：Pamela Reed）〉）※朝日電視台版。

1991年
- 一刻的燦爛（英语：Shirley Valentine (film)）（雪莉·瓦倫丁-布拉德肖〈寶琳·柯林絲〉）※影碟版。

1998年
- 飛天法寶（威博的聲音〈茱蒂·班森〉）※影碟版。

1999年
- 阿達一族大集合（英语：Addams Family Reunion）（魔蒂夏·阿達〈黛瑞·漢娜〉）※影碟版。

2002年
- 我很乖因為我要出國（弗盧姆小姐〈瑪麗·史坦（英语：Mary Stein）〉）※日本電視台版。

2014年
- 弗蘭肯斯坦的軍隊（薩夏〈路克·紐伯瑞〉[109]）

#### 電視影集
播出日期未知
- 神仙家庭（英语：Bewitched）（秘書、羅傑）
- 女作家與謀殺案（英语：Murder, She Wrote）
- 佩瑞·梅森
- 魔法少女薩琳娜（英语：Sabrina the Teenage Witch (1996 TV series)）（艾爾瑪）
- 警網雙雄（英语：Starsky & Hutch）
- 打擊魔鬼（英语：The Man from U.N.C.L.E.）（咪咪、芭芭拉、安迪、妮娜）
- 陰陽魔界（對講機蒂娜、女性〈娜塔莉·馬斯特斯（英语：Natalie Masters）〉、莎拉〈蘇珊·庫皮托（英语：Morgan Brittany）〉）※TBS版。

1957年
- 旋風鳥（英语：Whirlybirds）（1957年—1959年，海倫·卡特〈南希·海爾〉）※KRT版。

1961年
- 美國騎行（英语：Cavalcade of America）（提姆〈理查德·艾耶（英语：Richard Eyer）〉）※NHK版。

1965年
- 打擊魔鬼（英语：The Man from U.N.C.L.E.）（賈維茲·拉威爾〈安妮·弗朗西斯〉）※日本電視台版。

1966年
- 神仙家庭（英语：Bewitched）（1966年—1968年，希拉·薩默斯〈南希·柯沃克（英语：Nancy Kovack）〉）※TBS版。
- 蓋里甘的島（英语：Gilligan's Island）（1966年—1967年，金格·格蘭特（英语：Ginger Grant）〈蒂娜·露易絲（英语：Tina Louise）〉）※日本電視台版。

1967年
- 法網恢恢（薇莉〈謝瑞·諾絲（英语：Sheree North）〉）※TBS版
- 打擊魔鬼（麥吉〈鮑比·喬丹（英语：Bobby Jordan）〉）※日本電視台版。

1968年
- 糊塗情報員（1968年—1969年，99號〈芭芭拉·費登（英语：Barbara Feldon）〉）※東京12頻道版。

1970年
- 星際戰爭（1970年—1971年，維吉尼亞·萊克上校〈萬達·文瑟姆（英语：Wanda Ventham）〉）※日本電視台版。

1971年
- 鳥瞰（英语：From a Bird's Eye View）（米莉·格洛弗〈米莉森·馬汀（英语：Millicent Martin）〉）※日本電視台版。

1972年
- 神仙家庭（馬爾維納〈阿琳·馬特爾（英语：Arlene Martel）〉）※NET版。
- 帕曲吉一家（英语：The Partridge Family）（丹尼·帕特里奇〈丹尼·博納杜斯（英语：Danny Bonaduce）〉）※東京12頻道版。
- 保護者（英语：The Protectors） ※日本電視台版。

1973年
- 保護者（琳達·麥考爾〈琳達·史塔布〉）※日本電視台版。

1974年
- 星際爭霸戰（艾蘭〈法蘭絲·紐彥（英语：France Nuyen）〉）※富士電視台版。

1977年
- 霹靂嬌娃（珍妮·曼雄〈菲利斯·艾弗瑞（英语：Phyllis Avery）〉）※日本電視台版。
- 無敵女金剛（英语：The Bionic Woman）（塔米·道爾頓〈菲奧努拉·弗拉納根〉）※日本電視台版。

1978年
- 霹靂嬌娃（艾倫·傑森〈沙尼·沃利斯（英语：Shani Wallis）〉）※日本電視台版。

1982年
- 霹靂超人（雷賽達·蘿絲·布萊克〈E·J·皮克（英语：E. J. Peaker）〉）

1984年
- 名揚四海（英语：Fame (1982 TV series)）（梅琳達·麥克尼爾〈格溫·弗登〉）※TBS版。

1985年
- 霹靂遊俠（喬安娜·聖約翰〈裘安娜・派蒂（英语：Joanna Pettet）〉）※朝日電視台版。

1986年
- 邁阿密風雲（凡妮莎〈瑪麗亞·麥克唐納〉）※東京電視台版。

1987年
- 邁阿密風雲（凱莉·巴塞特〈艾莉兒·唐貝索（英语：Arielle Dombasle）〉）※東京電視台版。

1990年
- 白羅神探（米利森特夫人〈法蘭西絲·巴柏（英语：Frances Barber）〉）※NHK版。

1997年
- 歡樂家庭（瓊·欣克利〈安妮特·弗尼切洛（英语：Annette Funicello）〉）※NHK版。

2010年
- 浴血邊城（英语：Rawhide (TV series)）（凱西·韋伯斯特〈南希·蓋茨（英语：Nancy Gates）〉）※影碟版。

#### 動畫
1962年
- 摩登原始人（威瑪〈第2代日語配音／珍·范德·派爾（英语：Jean Vander Pyl）〉）

1970年
- 瘋狂大賽車（英语：Wacky Races (1968 TV series)）（佩內洛普·皮特斯托普（英语：Penelope Pitstop）〈雅內·瓦勒度（英语：Janet Waldo）〉）

1971年
- 嬌西少女隊（梅樂蒂／薇樂莉·布朗〈芭芭拉·帕里奧特〉）※NET版。

1980年
- 封神榜（日语：ドラゴン水滸伝）（公主）

1991年
- 金猴降妖（白骨婦人〈洪融〉）※NHK版[110]。

1996年
- 救難小英雄澳洲歷險記（碧安卡〈愛娃·嘉伯（英语：Eva Gabor）〉）

1998年
- 酷狗寶貝：剃刀邊緣（英语：A Close Shave）（文多林〈安·萊德（英语：Anne Reid）〉）※NHK版[111]。

2000年
- 救難小英雄（碧安卡〈愛娃·嘉伯〉）

#### 人偶劇
1981年
- 大青蛙劇場（克莉歐·蓮恩（英语：Cleo Laine）[注 2]）※朝日電視台版。

1992年
- 雷鳥神機隊6（英语：Thunderbird 6）（潘妮洛普·克雷頓·華德〈西維亞·安德森（英语：Sylvia Anderson）〉）※影碟版。
- 雷鳥神機隊（英语：Thunderbirds Are Go）（潘妮洛普·克雷頓·華德〈西維亞·安德森〉）※影碟版。

### 遊戲
1990年
- 福星小子 STAY WITH YOU（日语：うる星やつら STAY WITH YOU）（阿雪）

1992年
- 哆啦A夢：大雄的天方夜譚[注 3]（野比大雄）
- 未來少年柯南（1992年—2011年，柯南）2作品

1994年
- 瘋狂大賽車（英语：Wacky Races (1968 TV series)）（佩內洛普·皮特斯托普（英语：Penelope Pitstop））
- 武裝飛鳥（蕗珠）
- 哆啦A夢3：大雄與時之寶玉（日语：ドラえもん3 のび太と時の宝玉）（野比大雄）

1995年
- 哆啦A夢4：大雄與月之王國（日语：ドラえもん4 のび太と月の王国）（野比大雄）
- 哆啦A夢：友情傳說哆啦A夢族（日语：ドラえもん 友情伝説ザ・ドラえもんズ）（野比大雄）

1996年
- 實況瘋狂大射擊 ～forever with me～（日语：実況おしゃべりパロディウス）（2P實況）
- 新超級機器人大戰（日语：新スーパーロボット大戦）（剛日吉、艾麗卡）
- 哆啦A夢：大雄與復活之星（日语：ドラえもん のび太と復活の星）（野比大雄）
- 飛船與一發！杜倫布（日语：ボカンと一発!ドロンボー）（多龍芝）

1997年
- 哆啦A夢2：SOS！童話王國（日语：ドラえもん2 SOS!おとぎの国）（野比大雄）
- 哆啦A夢：大雄與3顆精靈石（日语：ドラえもん のび太と3つの精霊石）
- 飛船與一發！杜倫布 完整版（多龍芝）

1998年
- 武裝飛鳥2（夏克）
- 哆啦A夢2：大雄與光之神殿（日语：ドラえもん2 のび太と光の神殿）（野比大雄）
- 這是飛船呦（日语：ボカンですよ）（多龍芝）

2000年
- 哆啦A夢3：大雄的城鎮SOS！（日语：ドラえもん3 のび太の町SOS!）（野比大雄、諾比爾、巴格爾帝王）
- 哆啦A夢3：魔界迷宮（日语：ドラえもん3 魔界のダンジョン）（野比大雄）
- 超級機器人大戰α（剛日吉、克勞蒂亞·萊薩爾）
- 飛船傳說 連豬都討人喜歡杜倫布（日语：ボカン伝説 ブタもおだてりゃドロンボー）（多龍芝）

2001年
- 兒童劇場 哆啦A夢 秘密的四次元口袋（日语：キッズステーション ドラえもん ひみつのよじげんポケット）
- 超級機器人大戰α外傳（剛日吉）
- 哆啦A夢：綠色行星心跳大冒險（野比大雄）
- 飛船GoGoGo（日语：ボカンGoGoGo）（瑪芝、多龍芝、姆芝、阿塔莎、米蓮芝、蒙蒙、陽陽、蕗珠）
- 我、哆啦A夢（日语：ぼくドラえもん (ドリームキャスト)）（野比大雄）

2002年
- 哆啦A夢：任意WALKER

2003年
- 第2次超級機器人大戰α（剛日吉、艾麗卡）
- 哆啦A夢：大家一起玩！迷你哆啦園地！（日语：ドラえもん みんなで遊ぼう!ミニドランド）（野比大雄）

2004年
- 武裝飛鳥1&2（蕗珠、夏克）
- SLOTTER-UP CORE 3 擊球愉快！交給多龍芝吧（日语：ヤッターマン只今参上#ドロンジョにおまかせ）（多龍芝）

2005年
- 第3次超級機器人大戰α 終焉之銀河（剛日吉）

2006年
- 天使之戀online（利維坦、利維坤）

2007年
- 超級機器人大戰Scramble Commander the 2nd（日语：スーパーロボット大戦Scramble Commander the 2nd）（克勞蒂亞·萊薩爾）

2008年
- 超級機器人大戰A 攜帶版（剛日吉）
- 龍之子 VS. CAPCOM 英雄交鋒世代（日语：タツノコ VS. CAPCOM）（多龍芝）
- 小雙俠DS 驚心動魄大作戰科隆（多龍芝）
- 小雙俠DS2 驚心動魄動物大冒險（多龍芝）
- 小雙俠Wii 驚心動魄機械大競速（多龍芝）

2010年
- 龍之子 VS. CAPCOM 終極明星戰（多龍芝）

2011年
- 小小大星球2 日語版（伊芙·席爾瓦·帕拉戈里卡）

2019年
- 超級機器人大戰DD（剛日吉）

2021年
- 超級機器人大戰30（剛日吉）[注 4]

### 廣播節目
- World of Elegance（日语：ワールド・オブ・エレガンス）（TOKYO FM）女性旁白
- （NHK廣播第1頻率）2013年9月23日
- 小原乃梨子 音樂世界之旅（NHK廣播）

### 布偶劇
- 孫悟空（菲菲）[112]
- 與媽媽同樂（日语：おかあさんといっしょ）音樂會（ブンブン）

### 特攝影集
- 小百寶（的聲音）

### CD
野比太雄聲音擔當
- （作詞：楠部工，作曲、編曲：菊池俊輔，歌：小原乃梨子）
- （作曲、編曲：菊池俊輔，歌：小原乃梨子）
- （作曲、編曲：菊池俊輔，歌：小原乃梨子、森之木兒童合唱團（日语：森の木児童合唱団））
- （作曲、編曲：菊池俊輔，歌：小原乃梨子、肝付兼太、立壁和也）

其它聲音擔當
- （木星出版，1995年，繪本的企劃、朗讀）
- （日本大英百科全書 The First steps in English 紙芝居附錄卡式錄音帶教材）
- 時間飛船系列（皆是Victor Entertainment）
  - 時間飛船（瑪芝）
  - 時空巡警隊救助超人（阿塔莎、瑪芝、多龍芝、姆芝）
  - 時間飛船名曲大全（多龍芝）
  - 時間飛船 卡拉OK博覽會（多龍芝）
  - 惡玉馬劵塾（瑪芝、多龍芝、姆芝、阿塔莎、米蓮芝、蒙蒙、陽陽）
  - 時間飛船王道復古 特訓滿漢全席（多龍芝）
  - 平成時間飛船（日语：平成タイムボカン）（阿塔莎、米蓮芝）
  - （單曲CD，多龍芝名義）
  - （專輯CD，多龍芝名義）

### 廣告
- 銀座CORE（日语：銀座コア）（旁白）—1987年
- P&G CAMAY（旁白）—1988年
- Epoch社 哆啦A夢3 大雄與時之寶石（日语：ドラえもん3 のび太と時の宝玉）（野比大雄）—1994年
- （多龍芝）—1996年
- 復活邪神：邪神領域（艾密莉亞篇旁白）—1997年
- （多龍芝）—1998年
- FamilyMart （1999年，與八奈見乘兒共演、動畫聲音）
- Epoch社（哆啦A夢電視電腦）—2003年
- ALICO Japan—2005年
- 日本生命（活著的力量） —2006年
- —2006年
- （天使的聲音）—2007年
- （牛的聲音）—2007年
- 家庭教師TRY（日语：家庭教師のトライ）「教教我吧！TRY老師（日语：教えて!トライさん）」（彼得的聲音）—2012年

### 電影
- 小雙俠（日语：ヤッターマン (映画)）（點鮨的客人）

### 電視劇
- 金比羅老師青春紀
- 特別機動搜査隊（日语：特別機動捜査） 第320話（1967年，NET）—飾 愛子
- 日真名氏跑出来了（日语：日真名氏飛び出す）

### 其它
多龍芝聲音演出
- 我們是白爛族（日语：オレたちひょうきん族）（1983年1月15日，富士電視台）—OP旁白
- 東芝Web網站 小雙俠×東芝
- 2008年2月號諜報員（多龍芝、野比太雄、柯南的聲音）
- 2015年1月20日播出「日本動畫界巨人 吉田龍夫」
- 第66屆NHK紅白歌合戰（2015年12月31日，NHK）（『動畫紅白』）

野比大雄聲音演出
- 週四特別節目（日语：木曜スペシャル） 這就是決定版 爆笑！日本職棒珍貴Play集（日语：勇者のスタジアム・プロ野球好珍プレー）'92（日本電視台）『大雄與棒球王國』
- 新潟縣中越地震哆啦A夢為受災民眾捐款
- 北海道旅客鐵道（JR北海道）車內廣告—快速「海峽（日语：海峡 (列車)）」（1998年—2002年）、臨時特急「哆啦A夢海底列車」（2003年—2004年）。皆都在吉岡海底站的「哆啦A夢海底世界」的開幕儀式中出席。
- 哆啦A夢，成為母親 ～大山羨代的故事～（日语：ドラえもん、母になる〜大山のぶ代物語〜）（當初標題定為「一直在一起唷 ～大山羨代的故事～」）（2015年12月13日播出，NHK BS Premium 旁白·野比太雄）

其它聲音演出
- 東京迪士尼度假區 東京迪士尼海洋「港濱聖誕節2002（日语：ハーバーサイド・クリスマス）」（碧安卡）
- 東京REMIX族（日语：東京REMIX族）（單元旁白）
- （旁白）
- 我們是白爛族（1983年2月19日，富士電視台）—『白爛連續電視小說』旁白

## 音樂作品

### 專輯
- Invitation（1980年，King Records，SKS-102）

## 著書
- （雙葉社，1996年／小學館文庫，1999年）
- （大和書房，1980年，與石黑昇共著）

## 繼任
小原因年事已高卸任後，以下人員接替了這些角色：
| 繼任       | 角色名     | 概要作品               | 繼任初次擔當作品           |
| ---------- | ---------- | ---------------------- | -------------------------- |
| 鶴弘美     | 露比娜     | 《UFO機器人 古連泰沙》 | 《超級機器人大戰A 攜帶版》 |
| 鶴弘美     | 迪拉爾     | 《宇宙大帝西格瑪神》   | 《超級機器人大戰Z》        |
| 喜多村英梨 | 三惡女老大 | 「時間飛船系列」       | 《CR小雙俠》               |
| 高島雅羅   | 冰雪女王   | 《麵包超人》           | 2020年12月25日播出集數     |
| 平野文     | 黑玫瑰女王 | 《麵包超人》           | 第1545話B段                |
| 宮本侑芽   | 南德巴特   | 《麵包超人》           | 第1664話A段                |
| 摩味       | 彼得       | 《教教我吧！TRY老師》  | 2023年以降系列             |

## 飾演演員
- 貓背椿（日语：猫背椿）—《哆啦A夢、成為母親 ～大山羨代的故事～（日语：ドラえもん、母になる〜大山のぶ代物語〜）》（2015年12月13日，NHK BS Premium、Premium Drama（日语：プレミアムドラマ））[114]

## 腳註

## 外部連結
- Ohara Noriko Official Website（日語）—小原乃梨子的官方個人網站。
- 小原乃梨子 （日語）—81 Produce公式官網
- 小原乃梨子的X（前Twitter） （日語）